# La morte del signor Lazarescu
La morte del signor Lăzărescu (Moartea domnului Lăzărescu) è un film del 2005 diretto da Cristi Puiu.

## Trama
Il signor Lăzărescu, un vecchio moribondo, viene trasportato da un ospedale all'altro da un fedele paramedico, poiché tutti i medici non riescono a concordare una diagnosi e si rifiutano di operarlo.

## Riconoscimenti
Il film è stato selezionato in numerosi festiva internazionali dove ha ricevuto più di 20 premi, tra cui:
- 2005 - Festival di Cannes – Premio Un Certain Regard
- 2005 - Transilvania International Film Festival – Premio del Pubblico
- 2005 - Chicago International Film Festival – Silver Hugo Special Jury Prize
- 2005 - Reykjavík International Film Festival – Premio scoperta dell'anno (Golden Puffin)
- 2005 - Copenhagen International Film Festival – Gran Premio della Giuria
- 2005 - Motovun Film Festival – Propeller of Motovun per il Miglior Film
- 2006 - Los Angeles Film Critics Association Awards – Miglior attrice non protagonista, Luminița Gheorghiu
- 2007 - BBC Four World Cinema Awards – Vincitore, BBC Four World Cinema Award

Inoltre ha ricevuto delle nomination per miglior regista e miglior sceneggiatore all'European Film Awards del 2005, e per miglior film straniero all'Independent Spirit Awards del 2006.